# Prince Charming
Prince Charming är det brittiska rockbandet Adam & the Ants tredje studioalbum, utgivet den 2 november 1981 via skivbolaget CBS.

## Låtlista
Alla låtar är skrivna och komponerade av Adam Ant och Marco Pirroni.
| 1. | "Scorpios"                                |  |
| 2. | "Picasso Visita el Planeta de los Simios" |  |
| 3. | "Prince Charming"                         |  |
| 4. | "Five Guns West"                          |  |
| 5. | "That Voodoo!"                            |  |

| 1. | "Stand and Deliver"              |  |
| 2. | "Mile High Club"                 |  |
| 3. | "Ant Rap"                        |  |
| 4. | "Mowhok"                         |  |
| 5. | "S.E.X."                         |  |
| 6. | "The Lost Hawaiians" (dolt spår) |  |

Notera: Några utgåvor har "Prince Charming" som spår 1 och "Scorpios" som spår 3.

## Medverkande
Adam and the Ants
- Adam Ant – sång, basgitarr, munspel
- Marco Pirroni – gitarr
- Merrick (Chris Hughes) – trummor, musikproducent
- Terry Lee Miall – trummor
- Gary Tibbs – basgitarr

Bidragande personsal
- Ross Cullum – ljudtekniker